# Al Battani
Al-Battani (łac. Albategnius, Abū ʿAbdullāh Muḥammad ibn Jābir ibn Sinān ar-Raqqī al-Ḥarrani aṣ-Ṣabiʾ al-Battānī, ar. أبو عبد الله محمد بن جابر بن سنان الحراني الصابي البتاني, ur. ok. 855 r. w Harranie, zm. 929 r. w Qasr al-Jiss) – arabski uczony, matematyk i astronom.

## Życiorys
Część jego nazwiska aṣ-Ṣabi, sugeruje, że jego przodkowie należeli do sekty sabejczyków, czcicieli gwiazd. Zajmował się zarówno astronomią teoretyczną, jak i praktyczną. Na jego pracach opierali się tacy uczeni jak Kopernik, Tycho Brahe, Kepler, Galileusz i Heweliusz. Al-Battani spędził życie w Ar-Raqqa i w Damaszku.
Jego dziełem jest Kitāb az-Zīj (Księga Tablic), dzieło złożone z 57 rozdziałów. Księga ta została przetłumaczona na łacinę (De Motu Stellarum) przez Platona z Tivoli (Platon Tiburtinus) w 1116 roku, wydrukowana została przez Filipa Melanchtona i anotowana przez Regiomontanusa. Wpłynęła ona zasadniczo na astronomię europejską. Ponownie wydano ją w Bolonii w 1645 roku. Rękopis Platona znajduje się w Bibliotece Watykańskiej. Natomiast rękopis Al-Battaniego przedstawiający chronologię astronomiczną znajduje się w Bibliotece Escorial. Kitāb az-Zīj zaczyna się od opisu podziału sfery niebieskiej na znaki Zodiaku i na stopnie. Niezbędne wprowadzenie matematyczne jest również przedstawione w tym dziele. Al-Battani przedstawia tu operacje arytmetyczne na sześćdziesiątkowym systemie liczbowym oraz funkcje trygonometryczne.

## Astronomia
Najpoważniejszym osiągnięciem Al-Battaniego jest skatalogowanie 489 gwiazd, co było możliwe dzięki jego własnym obserwacjom o niesłychanej precyzji. Al-Battani sam zbudował obserwatorium astronomiczne, w którym pracował przez 40 lat. Wyniki jego obserwacji są zapisane w Zydge Sabyl (Tablice Sabejskie). Obserwował on ruch Słońca, Księżyca i pięciu planet. Wyniki przez niego podane są o wiele dokładniejsze niż te, które przedstawił Ptolemeusz w Almageście. Al-Battani pokazał, że maksymalna odległość Słońca od Ziemi jest zmienna. Przedstawił podział sfery niebieskiej, a także odkrył ruch apogeum słonecznego. Zmierzył wartość szybkości przesuwania się punktu Barana, to znaczy obliczył wartość szybkości precesji punktu równonocy. Wartość podana przez Al-Battaniego wynosi 54,5" na rok, czyli 1° na 66 lata, podczas gdy Hipparch znalazł 1° na 100 lat. Al-Battani obliczył także wartość kąta nachylenia płaszczyzny równika niebieskiego względem ekliptyki, wartość podana przez niego wynosiła 23°35′41″. Obliczona przez niego długość roku wynosi 365 dni, 5 godzin, 46 minut i 24 sekundy. Te obliczenia posłużyły potem przy reformie kalendarza juliańskiego. Jego obserwacje są przedstawione w De Numeris Stellarum et Motibus, po raz pierwszy opublikowanym w Europie w 1537. Pozwoliły one Heweliuszowi na odkrycie zmian sekularnych ruchu Księżyca. Kopernik cytuje prace Al-Battaniego w De Revolutionibus Orbium Coelestium.

## Matematyka
Prawdopodobnie nie znając prac Aryabhaty, matematyka i astronoma hinduskiego z V wieku, wprowadził pojęcia sinusa i tangensa, tworząc w ten sposób podstawy trygonometrii współczesnej.
Posłużył się pojęciem „umbry” (cień), wprowadzonego przez perskiego astronoma Al-Marwaziego („umbra” odpowiada tangensowi) i opracował odpowiednie tablice trygonometryczne opierając się na pracach Al-Marwaziego.
Opracował i podał następujące formuły trygonometryczne:
{\displaystyle b\sin \phi =a\sin \left({\frac {\pi }{2}}-\phi \right),}
{\displaystyle \operatorname {tg} \phi ={\frac {\sin \phi }{\cos \phi }},}
{\displaystyle \sec \phi ={\sqrt {1+\operatorname {tg} ^{2}\phi }}.}
Rozwiązał również równanie:
{\displaystyle \sin x=a\cos \;x,}
wprowadzając następujące przekształcenie:
{\displaystyle \sin x={\frac {a}{\sqrt {1+a^{2}}}}.}

## Upamiętnienie
Jego imię nosi krater uderzeniowy Albategnius położony pośrodku widocznej z Ziemi strony Księżyca.